# Tenancingo
|  | Per a altres significats, vegeu «Tenancingo (municipi de Tlaxcala)». |

Tenancingo és un municipi a l'estat de Mèxic. Tenancingo de Degollado és la capital municipal i principal centre de població d'aquesta municipalitat. Aquest municipi és a la part nord-occidental de l'estat de Mèxic. Limita al nord amb els municipis de Calimaya i Capulhuac, al sud amb Tenancingo, a l'oest amb Almoloya de Alquisiras i a l'est amb Joquicingo.